# Stefan Koperek
Stefan Koperek (ur. 16 kwietnia 1938 w Krakowie) – polski duchowny katolicki, birytualista, zmartwychwstaniec, teolog, prof. dr hab.

## Życiorys
Syn Karola (zm. 1943) i Zofii z domu Bruzda. W latach 1952–1855 uczył się w Małym Seminarium Duchownym Archidiecezji Krakowskiej. Egzamin dojrzałości zdał w Liceum dla Pracujących przy I LO im. Bartłomieja Nowodworskiego. Po maturze wstąpił do zakonu 15 sierpnia 1958, złożył swoje pierwsze śluby zakonne w Radziwiłłowie oraz wrócił do Krakowa, aby podjąć studia filozoficzno-teologiczne w  Instytucie Teologicznym Księży Misjonarzy na Stradomiu. Święcenia kapłańskie  przyjął 8 czerwca 1963 roku w kościele pod wezwaniem Zmartwychwstania Pańskiego w  Krakowie z rąk biskupa Karola Wojtyły. Po studiach skierowany został do Poznania na praktykę, a następnie w latach 1965–1968 pracował w Drawsku Pomorskim. W 1968 wrócił ponownie do Krakowa, gdzie zamieszkał w domu zakonnym na Woli Duchackiej. W 1969 rozpoczął studia specjalistyczne z liturgiki w Instytucie Liturgicznym przy Papieskim Wydziale Teologicznym w Krakowie zakończone w 1972 tytułem magistra. W 1978 obronił doktorat. W 1984 rozpoczął jednak pracę w Ośrodku Rekolekcyjnym w Prądniku Korzkiewskim. 19 lutego 1987 uzyskał habilitację. 21 grudnia 1998 został profesorem nauk teologicznych. Specjalizuje się w historii liturgii, liturgice. W latach 1991–1994 był prorektorem, a w latach 2000–2006, przez 2 kadencje, dziekanem Wydziału Teologicznego Papieskiej Akademii Teologicznej w Krakowie. Obecnie pełni funkcję opiekuna Specjalizacji Teologii Praktycznej tej uczelni.

## Ważniejsze publikacje
- Teologia roku liturgicznego (1984),
- Oczekując na Międzynarodowy Kongres Eucharystyczny (1997),
- Adoracje kapłańskie  (1998),
- Rekolekcje kapłańskie z Janem Pawłem II (2006)